# 마셀라인 데이

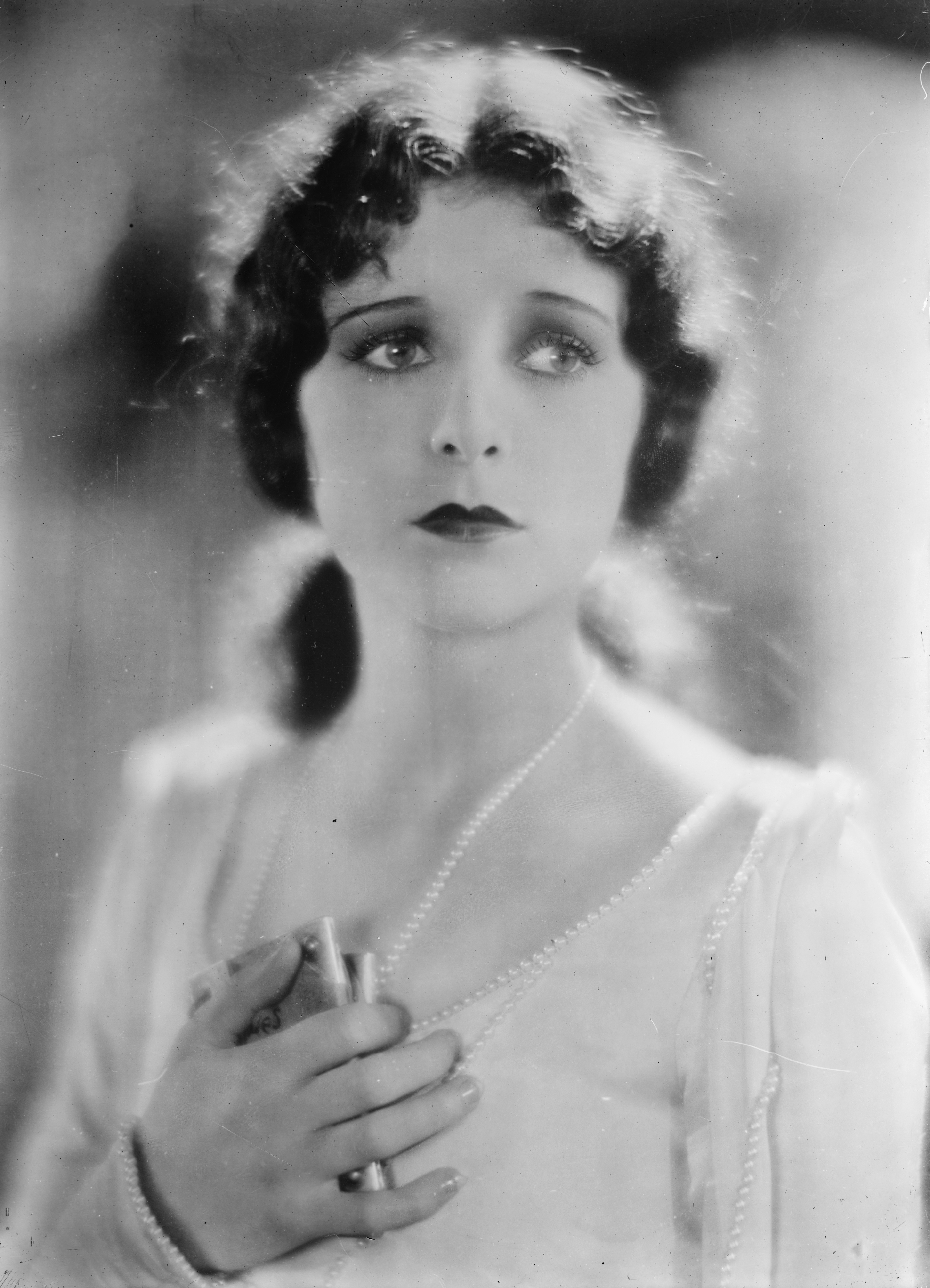

마셀라인 데이(Marceline Day, 1908년 4월 24일 ~ 2000년 2월 16일)는 미국의 배우, 영화배우이다.
콜로라도스프링스에서 태어났으며 캐시드럴시티에서 사망하였다.

## 영화
- 트렌츠 라스트 케이스 (1929년)
- 쇼 오브 쇼 (1929년)
- 카메라맨 (1928년)